# The Story of Jolly Roger
The Story Of Jolly Roger è una raccolta della band heavy metal tedesca Running Wild pubblicata nel 1998 dalla Victor Records.

## Tracce
1. Riding the Storm
2. Under Jolly Roger
3. Blazon Stone
4. Sinister Eyes
5. Purgatory
6. Bones to Ashes
7. Branded and Exiled
8. Uaschitschun
9. Genghis Khan
10. Soulless
11. Lions of the Sea
12. Bad to the Bone
13. Conquistadores
14. Chains and Leather
15. Prisoner of Our Time

## Formazione
- Rock n' Rolf - voce, chitarra
- Thilo Herrmann - chitarra
- Axel Morgan - chitarra
- Majk Moti - chitarra
- Gerald "Preacher" Warnecke - chitarra
- Thomas Smuszynski - basso
- Jens Becker - basso
- Stephan Boriss - basso
- Jörg Michael - batteria
- Stefan Schwarzmann - batteria
- AC - batteria
- Iain Finlay - batteria
- Wolfgang "Hasche" Hagemann - batteria